# Nel·lo Caramel·lo
Oriol Carcolse Marinel·lo (Sabadell, Barcelona, 7 de septiembre de 1990), más conocido como Nel·lo C, es un músico, cantante, compositor y productor audiovisual.

## Inicios musicales y Conunparde
Se introduce al mundo musical de bien pequeño cuando, a los 5 años, empieza a estudiar solfeo y batería. A los 9 inicia los estudios de acordeón y a los 11 decide enrolarse a una banda municipal como percusionista. De esta manera tiene la oportunidad de girar por todo el país y participar en concursos de carácter nacional e internacional como el “Torneo Internacional de Música” (Zaragoza, 2007).
En 2003 emprende el primer proyecto de rap, Imperio Lírico, que termina con la edición dos años después de su primer trabajo “Renacer de mi ser”. Un año más tarde funda el grupo Conunparde, junto a Menos y Dj. Player. Empieza, así un período prolífico en el que harían más de 40 conciertos en escenarios tan relevantes como el Hipnotik Festival (2008), la Fiesta Mayor de Sabadell (2008), Marató de TV3 (2009) o LKXA Extreme Action Sports Festival (2011). 

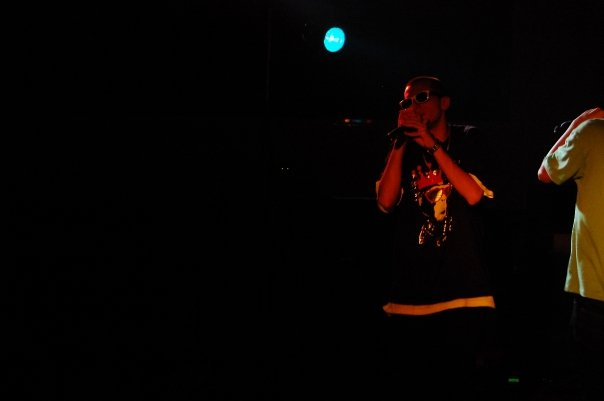
Nel·lo C en concierto el año 2009

En este tiempo, el grupo edita varias maquetas y un trabajo “CONUNPARDE2009”, en formato minidisco. Es entonces cuando da un paso más en su carrera con la adquisición de un local donde, aparte de producir para otros grupos, escriben y producen la maqueta “ShowMixtape” (2010).
En 2011, y sin dejar Conunparde aparcado, inicia con Ill Bambinos, Zaisé y Mailer un proyecto ambicioso de sello musical que nombran Barrio Bizness. Bajo esta etiqueta, nace un espacio de creación donde surgen nuevos temas y videoclips, además de conciertos en diferentes salas catalanas como Millenium&Cosmic Club (Gerona). Lo más destacado de esta etapa, pero, es el enriquecimiento musical y la experiencia que adquiere.
En el año 2012, funda 105MUSIK, sello musical y punto y a parte de su carrera. Convierte el local, en el centro de Sabadell, en estudio de grabación y edición musical y producción y edición de vídeo. Un espacio propio de inspiración, trabajo y el proyecto de su vida. Aquí empieza, también su carrera musical en solitario; Nel·lo C entra en escena.

## Nel·lo C
Su primer proyecto fue en 2013, un encargo audiovisual del Ayuntamiento de Sabadell. "L’Amor és Lliure", una reivindicación de la tolerancia y la libertad sexual en forma de canción y de videoclip, que se ha reproducido en locales de Sabadell, por la Fiesta Mayor, en equipamientos deportivos como el Estadio del C.E. Sabadell y complementado con charlas en centros educativos de distintos barrios de la ciudad. 

El día de Navidad de 2014 publica su primer disco en solitario, “Arrels EP” (Raíces EP). En formato digital y de descarga gratuita, ha sido grabado en 105MUSIK por él mismo, mezclado por J Crystal Beatz y masterizado en Sage Audio, Nashville (EUA). El disco es una recopilación de sensaciones, emociones y experiencias que plasma en cada una de sus 5 canciones, con la colaboración de Marc Thió en la batería, de J Crystal Beatz y Pinewood en las producciones y de Valle Ruiz en la voz.
En marzo de 2015 presenta el videoclip de la canción que da nombre al disco, Arrels. Un video grabado entre Sabadell y Mellab (Marruecos) y que, basándose en experiencias de distintos amigos y familiares venidos de fuera, quiere promover la integración, y los valores culturales que cada uno le han enseñado en casa. El video genera un debate sobre la dicotomía de integrarse en un lugar nuevo sin perder los valores que llevas desde casa.
En agosto del mismo año, Nel·lo C publica el vídeoclip de la canción Demens/tis, primer adelanto de su segundo disco "Llunàtic" (Lunático).
En mayo de 2016, publica el vídeoclip de la canción Nautilus, una oda moderna a los pescadores, grabada con la colaboración de la Cofradía de Pescadores de Sant Feliu de Guíxols.

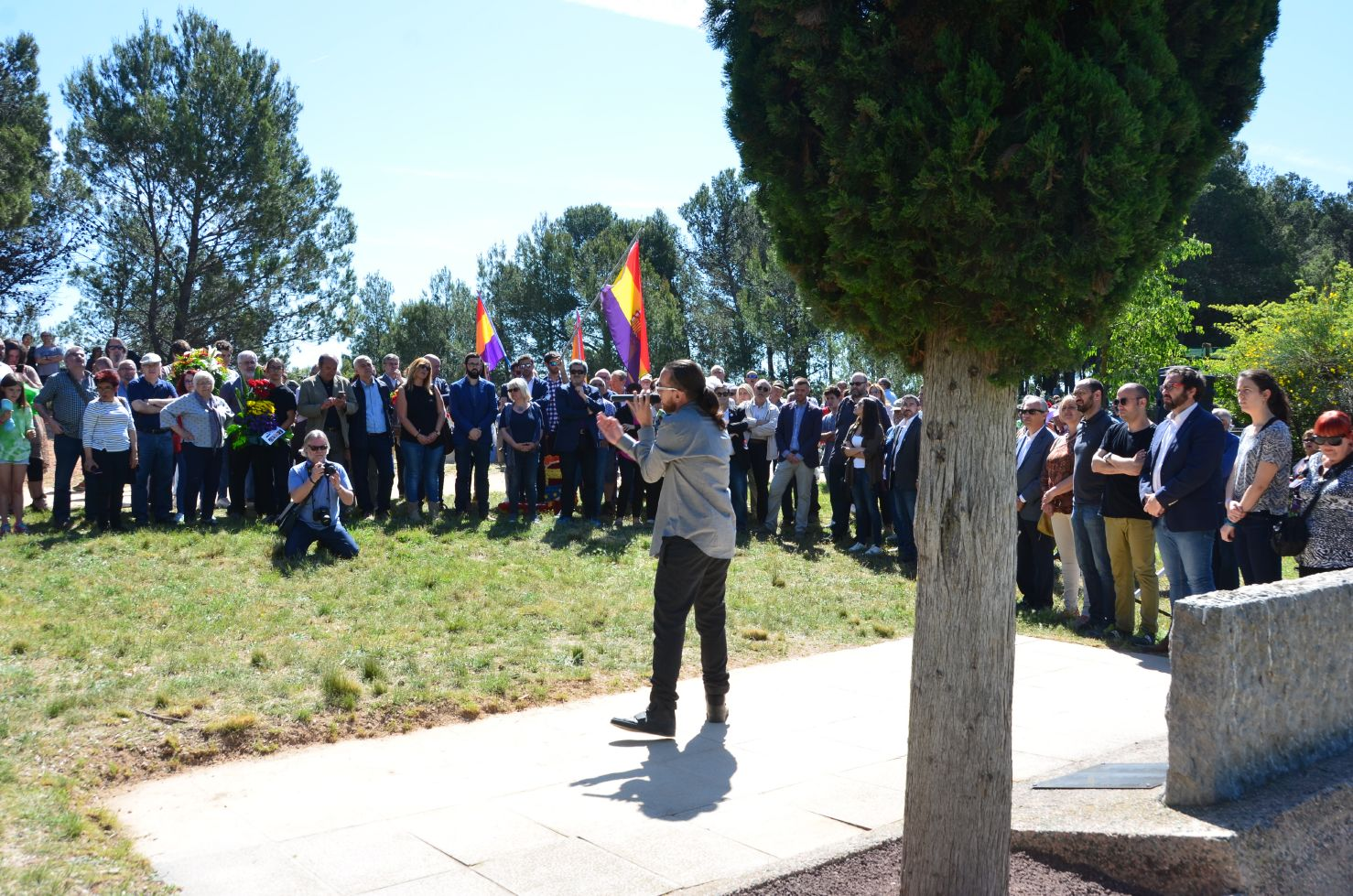
Nel·lo C en un homenaje a las víctimas del nazismo (2017).

En agosto, presenta junto a Diyambo la canción LLAR (Hogar), con su correlativo videoclip, grabado en los ya desaparecidos "bloques del amianto" de Sabadell. Dedicada a aquellos a los que le es difícil el acceso a una vivienda digna debido a la sociedad en la que vivimos.
El 12 de octubre de 2016 Nel·lo C publica Mai (Nunca), una canción que recuerda el pasado más trágico del país: la Guerra Civil, la repressión franquista y las fosas aún presentes en ciertos sitios. Con un videoclip grabado en el cementerio de Sabadell, intenta hacer reflexión sobre la situación actual del país con los paralelismos del pasado.
En Navidad del mismo año presenta Herois (Héroes), grabada en algunos de los barrios más humildes de Sabadell, pretende dar visibilidad a esas personas que hacen lo imposible para tirar adelante sus familias, y que a pocos días de esas fechas ven aún más acentuada esta desigualdad.
Para celebrar el día de reyes el artista sabadellense publica Ruïna (Ruina). El tema tiene un marcado carácter reivindicativo y aprovecha la marcada fecha para hacer una reflexión sobre la monarquía en pleno siglo XXI.
En marzo de 2017 Nel·lo C publica El Barri (El Barrio), filmado en una colonia minera de Sallent. Ha sido el videoclip del artista que más impacto a generado en la red.
El 21 de abril colabora de nuevo con el Ayuntamiento de Sabadell para producir el videoclip de la canción Ningú regala res (Nadie regala nada). El estribillo de la canción se usó para hacer el spot de promoción del evento Sabadell Orienta, una feria enfocada a la enseñanza en la formación profesional.
A finales de mayo publica Morocco, grabada en algunos de los sitios más emblemáticos de la ciudad marroquí de Marrakesh. La canción es una crítica al tratamiento de la información por parte de los medios y un llamamiento a conocer las distintas culturas. El artista, influenciado por las raíces de los que tiene cerca, dedica esta canción a sus amigos catalanomarroquíes.

## Discos

### Conunparde
- 2007 – Conunpardechisteras
- 2009 – COUNPARDE2009
- 2010 – Show Mixtape

### Nel·lo C
- 2014 – Arrels EP
- 2018 – Llunàtic

## Videoclips
| Año  | Canción              | Álbum                |
| ---- | -------------------- | -------------------- |
| 2013 | L’Amor és Lliure     | L’Amor és Lliure     |
| 2014 | #tellmewhatswrong    | Arrels EP            |
| 2015 | Arrels               | Arrels EP            |
| 2015 | Demens/tis           | Demens/tis           |
| 2016 | Nautilus             | Nautilus             |
| 2016 | Cosmonauta           | Cosmonauta           |
| 2016 | Llar                 | Llar                 |
| 2017 | Ruïna                | Ruïna                |
| 2017 | L’enveja dels estels | L'enveja dels estels |
| 2017 | Ningú regala res     | Ningú regala res     |
| 2016 | Mai                  | Llunàtic             |
| 2016 | Herois               | Llunàtic             |
| 2017 | El Barri             | Llunàtic             |
| 2017 | Morocco              | Llunàtic             |
| 2017 | Carn de Canó         | Llunàtic             |
| 2017 | Llunàtic             | Llunàtic             |
| 2017 | Entre Tots           | Llunàtic             |
| 2017 | amb un somriure:)    | Llunàtic             |
| 2017 | Enlloc               | Llunàtic             |
| 2017 | Fred                 | Llunàtic             |
| 2018 | Què importa          | Llunàtic             |
| 2018 | Gràcies              | Llunàtic             |
| 2018 | D'aquí cap allà      | Llunàtic             |